# S/2003 J 19
S/2003 J 19 je Jupitrov naravni satelit (luna). Spada med  nepravilne lune z retrogradnim gibanjem. Je članica Karmine skupine Jupitrovih lun, ki krožijo okoli Jupitra v razdalji od 23 do 24 Gm in imajo naklon tira okoli 165°. 
Luno S/2003 J 19 je leta 2003 odkrila skupina astronomov, ki jo je vodil Brett J. Gladman . 
Luna S/2003 J 19 ima premer okoli 2 km in obkroža Jupiter v povprečni razdalji 23,533.000  km. Obkroži ga v  740  dneh 10  urah in 5 minutah po tirnici, ki ima naklon tira okoli 165 ° glede na ekliptiko oziroma 164 °  na ekvator Jupitra. 
Njena gostota je ocenjena na 2,6 g/cm3, kar kaže, da je sestavljena iz kamnin. 
Luna izgleda zelo temna, ima odbojnost 0,04. Njen navidezni sij je 23,7 m.